# Polypedates hecticus
Espèce
Statut de conservation UICN

 DD  : Données insuffisantes
Polypedates hecticus est une espèce d'amphibiens de la famille des Rhacophoridae.

## Répartition
Cette espèce n'est connue que sur une seule localité de l'île de Samar aux Philippines,.

## Taxinomie
La validé de ce taxon est incertaine.

## Publication originale
- Peters, 1863 : Fernere Mittheilungen über neue Batrachier. Monatsberichte der Königlich Preussischen Akademie der Wissenschaften zu Berlin, vol. 1863, p. 445-470 (texte intégral).